# Eagle Station (метеорит)
Eagle Station — метеорит класса палласитов, с 2006 года относится к мини-группе Eagle Station, названной в его честь.
Основная часть метеорита была найдена в 1880 году в США близ городка Игл-Стейшн (округ Карролл, Кентукки), первое описание сделано в 1887 году минералогом Джорджем Фредериком Кунцем. В дальнейшем обнаружены дополнительные фрагменты, общая масса метеоритного тела составляет около 80 фунтов (36 кг). Исследования показали, что из материала метеорита выполнены украшения, найденные при раскопках индейских курганов в Огайо, на расстоянии около 60 миль (97 км) от основной части метеорита.
Основной фрагмент представляет собой почти прямоугольную в сечении массу, в основном из крупных кристаллов жёлтого прозрачного оливина, толщиной 19, шириной 22 и высотой 29 см. Поверхность окислена на некоторых участках на глубину 10—12 мм, встречаются углубления до 2 см в диаметре в местах, где, вероятно, ранее находились зёрна оливина. Относительная плотность в среднем 4,41, что указывает на объёмное соотношение оливина и железа примерно 3 к 1 (Кунц пишет, что железа «едва достаточно», чтобы удерживать массу от распадания).
Основная часть метеорита хранится в Музее естествознания в Вене.